# Урта-Айры
Урта-Айры (баш. Уртаайыры) — упразднённый хутор в Макаровском районе Башкирской АССР (ныне Ишимбайский район Республики Башкортостан). Входил в Кулгунинский сельсовет.

## География
Находился примерно в 2,5 км к западу от деревни Калу-Айры, в 91 км к востоку от г. Ишимбая и в 89 км к юго-востоку от ж.‑д. ст. Стерлитамак. Протекает река Уртаайры.

### Географическое положение
Расстояние до:
- районного центра (Петровское): 50 км,
- центра сельсовета (Кулгунино): 7 км,
- ближайшей ж/д станции (Стерлитамак): 85 км.

## Топоним
Фиксировался также как Урта‑Керы, Урта-Айраш. Все названия — по реке. Гидроним баш. Уртаайыры означает в переводе 'средний, срединный' (урта) 'приток' (айыры — приток, рукав реки).

## История
Основан после 1896 в Макаровской волости Стерлитамакского уезда.
Книга памяти Республики Башкортостан приводит фамилии жертв репрессий 1931 года из Урта-Айры:
- Шаяхметов Абубакир Нурмухаметович, (1887 г.р., х. Урта-Айры, Макаровский р-н), башкир; образование начальное; б/п; Лесоруб. Арестован 21 марта 1931 г. Приговорен: , обв.: по ст. 58-10. Приговор: к лишению свободы на 7 лет. Реабилитирован 6 июня 1989 года[3].
- Маннанов Гиззят Сафиуллович (1880 г.р., х. Урта-Айры, Макаровский р-н), башкир; образование начальное; б/п; Лесоруб. Арестован 21 марта 1931 г. Приговорен: , обв.: по ст. 58-10. Приговор: ссылка на 10 лет/ Реабилитирован 6 июня 1989 года[3].

Репрессии сказались на количестве мужчин. Перепись 1939 года хутор Урта-Айраш (Айры) в Кулгунинском сельсовете зафиксировала 72 жителя, 43 % — мужчины. Послевоенная перепись в 1959 году показала 21 человек, к 1970-му на хуторе остались только женщины.
Существовал до 1974 года.

## Население
В Урта-Айры в 1906 году насчитывалось 26 человек. В 1920 году на 23 дворах жили 109 человек. На 1 января 1969 года проживали 10 человек, преобладающая национальность — башкиры.
По Всесоюзной переписи 1939 года проживали 72 человек, из них 31 мужчина, 41 женщина. По Всесоюзной переписи 1959 года — 23 человека, из них 8 мужчин, 15 женщин. По Всесоюзной переписи 1970 года — 4 человека, все — женского пола.

## Инфраструктура
Лесное хозяйство (леспромхоз).
Занимались пчеловодством, изготовлением деревянных изделий.